# Hybanthus epacroides
Hybanthus epacroides är en violväxtart som först beskrevs av C. Gardner, och fick sitt nu gällande namn av Melchior. Hybanthus epacroides ingår i släktet Hybanthus och familjen violväxter. Inga underarter finns listade i Catalogue of Life.